# I Believe in You (chanson de Kylie Minogue)
Singles de Kylie Minogue
Chocolate
(2004) Giving You Up
(2005)
I Believe in You est une chanson interprétée par Kylie Minogue parue dans sa neuvième compilation de grands succès, Ultimate Kylie (2004). Elle a été écrite par Kylie Minogue avec ses producteurs Jake Shears et Babydaddy. Elle est sortie en tant que premier single de Ultimate Kylie le 29 novembre 2004, chez Parlophone. I Believe in You est une chanson pop et euro disco dans laquelle elle proclame qu'il y a beaucoup de choses auxquelles elle ne croit pas, mais qu'elle croit en son amant.